# Autobahn A16 (Schweiz)
Die Schweizer Autobahn A16 und Autostrasse A16 ist eine 84 km lange Verkehrsachse, die den Jura auf dem Gebiet der Kantone Bern (Berner Jura) und Jura durchquert und deshalb auch Transjurane genannt wird. Sie ist Teil der Nationalstrasse 16 und schliesst seit ihrer Fertigstellung im Frühjahr 2017 nicht nur den Kanton Jura an das Schweizer Mittelland an, sondern auch das Schweizer Autobahn- und Autostrassennetz an das französische. Der Ausbaustandard sieht sowohl vierspurige (Autobahn) als auch zweispurige Abschnitte (Autostrasse) vor, die durchgehend kreuzungsfrei gebaut werden, jedoch auf einem kurzen Stück auch den gesamten Verkehr (inkl. Langsamverkehr) aufnehmen. Nach 30 Jahren Bauzeit und Kosten in Höhe von 6,5 Milliarden Schweizer Franken wurde das letzte Teilstück am 3. April 2017 dem Verkehr übergeben.

## Verlauf
Die A16 beginnt in der Ebene des Schweizer Mittellandes im Bözingerfeld nordöstlich der Stadt Biel/Bienne. Sie zweigt von der A5 mit einem Grosskreisel ab und führt über je eine Rampe pro Richtung zur Taubenlochschlucht hinauf. Nach mehreren mit fortlaufenden geraden resp. ungeraden Nummern versehenen Tunnels führt sie ins Tal der Schüss und durchsticht zwischen Sonceboz und Tavannes den schon zur Römerzeit genutzten Pass Pierre Pertuis. Entlang der Birs führt sie zwischen Court über Moutier bis Courrendlin in Tunnels neben mehreren Schluchten hindurch. In der Senke des Delsberger Beckens führt sie an Delémont vorbei bis Glovelier, um danach in zwei Tunneln die Europäische Hauptwasserscheide bei St-Ursanne zweimal zu unterqueren. Über die Tafeljurahochfläche der Ajoie wendet sie sich danach der Burgunderpforte zu, wo sie bei Boncourt die französische Grenze erreicht und über eine Schnellstrasse mit dem französischen Autobahnnetz verbunden ist. In ihrem Streckenverlauf wendet sie sich mehrmals sowohl nach Westen als auch nach Osten.

## Eröffnung in Etappen
Die Autobahn wurde in mehreren Etappen dem Verkehr übergeben:
- Biel/Bienne (Bözingenfeld) – Loveresse: Gilt ab Einfahrt Biel-Nord (Taubenlochschlucht) bis La Heutte offiziell als Nationalstrasse dritter Klasse, weil der Abschnitt auch von Fahrrädern und Traktoren befahren werden darf. In jede Richtung sind fast durchgehend (ausser bei gewissen Ein-/Ausfahrten) zwei Fahrspuren vorhanden. Die Richtungsfahrbahnen verlaufen in dem Bereich getrennt, die eine am westlichen, die andere am östlichen Talhang, wobei letztere weitgehend das Trassee der ehemaligen Hauptstrasse benutzt.
- Teilstück La Heutte – Tavannes mit Autobahnstandard, 1997 eröffnet.
- Ab Tavannes zweispurig; die Strecke bis Loveresse wurde am 29. November 2012 eröffnet.
- Loveresse – Court:  Dieser 9,4 km lange Abschnitt im teilweisen Autobahnstandard wurde als letztes Teilstück fertiggestellt und am 3. April 2017 eröffnet.
- Court bis Courrendlin (Delémont-Est):
  - Tunnel unter dem Graitery am 5. November 2013 eröffnet
  - Umfahrung von Moutier (teilweise mit Autobahnstandard) im November 2011
  - Tunnel unter dem Mont Raimeux und über die Kantonsgrenze Bern/Jura schon in 2007
  - Tunnel Choindez (Eröffnung ursprünglich für 2012 geplant) im Dezember 2016.
- Courrendlin (Delémont Est) – Boncourt: Schmale Autobahn mit Nothaltebuchten, aber ohne befestigten Pannenstreifen, die Tunnel von Mont Terri und Mont Russelin sowie Bure JU haben eine Fahrspur pro Richtung.
  - Die Eröffnung der Strecke fand 1998 statt
  - Umfahrungen Delémont und Porrentruy (je mit Autobahnstandard) erst 2005
  - Die letzte Teilstrecke zwischen Porrentruy-Ouest und Boncourt ging am 21. August 2014 in Betrieb.
- Der Anschluss der A16 in Frankreich an die Autobahn A36 (Mulhouse – Dijon) zwischen Montbéliard und Belfort wurde 2010 fertiggestellt.

## Kosten
In ihrem Verlauf weist die A16 zahlreiche Kunstbauten auf, vorwiegend Tunnel aber auch einige Brücken. Deswegen gehört die A16 zu den teuersten Strassenverkehrsprojekten der Schweiz. Die Gesamtkosten betrugen letztlich 6,5 Milliarden Schweizer Franken – 77,38 Millionen pro Kilometer. Projektiert waren ursprünglich (1980) 1,5 Milliarden Franken.

## Tunnel
Wegen des schwierigen Geländes im Bereich des Juras war der Bau zahlreicher Tunnel notwendig, welche die verschiedenen Juraketten unterqueren. Die Tunnel (von Süden nach Norden) mit einer Länge von mehr als 1 km sind:
| Tunnel                   | Länge  | Funktion                                                     | Eröffnet |
| ------------------------ | ------ | ------------------------------------------------------------ | -------- |
| Tunnel de Pierre Pertuis | 2208 m | Unterquerung der Wasserscheide Birs-Schüss                   | 1997     |
| Tunnel Sous le Mont      | 1210 m | Umfahrung Tavannes                                           |          |
| Tunnel du Graitery       | 2420 m | Umfahrung der Schlucht von Court                             | 2013     |
| Tunnel de Moutier        | 1191 m | Umfahrung Moutier                                            | 2007     |
| Tunnel du Raimeux        | 3211 m | Umfahrung der Schlucht von Moutier                           | 2007     |
| Tunnel de Choindez       | 3200 m | Umfahrung der Schlucht von Choindez                          | 2016     |
| Tunnel du Mont Russelin  | 3550 m | Unterquerung der Europäischen Hauptwasserscheide Rhein-Rhone | 1998     |
| Tunnel du Mont Terri     | 4068 m | Unterquerung der Europäischen Hauptwasserscheide Rhone-Rhein | 1998     |
| Tunnel de la Perche      | 1027 m | Umfahrung Porrentruy                                         | 2005     |
| Tunnel du Banné          | 1086 m | Umfahrung Porrentruy                                         | 2005     |
| Tunnel de Bure           | 3059 m |                                                              | 2013     |

Daneben gibt es weitere 16 Tunnel, die weniger als 1 km lang sind und teilweise im Tagebau erstellt wurden. Einige Tunnel wurden erbaut, um die Bewohner nahegelegener Dörfer oder Ortsteile vor den Lärmemissionen zu schützen. Zudem wurde auch die Kantonsstrasse bei Choindez in einen kurzen Tunnel auf der anderen Seite der Birs verlegt.

## Geschichte
Die A16 gehörte nicht von Anfang an zum Nationalstrassennetz der Schweiz, obwohl erste Projekte einer schnellen Juraquerung zwischen Biel/Bienne und Belfort bereits 1964 existierten. Die Aufnahme der A16 in den Plan des Nationalstrassennetzes geschah 1984, nachdem die Bevölkerung des Kantons Jura mit grossem Mehr (71 %) dem Bau zugestimmt hatte. Die Autobahn sollte der strukturschwachen Region des Juras und der Ajoie neue Impulse geben. Die leistungsfähige Verkehrsachse soll nach der Fertigstellung eine wesentlich schnellere Anbindung an die übrige Schweiz gewährleisten.
Auch nach der Aufnahme ins Nationalstrassennetz gab es von Seiten der Umweltschützer starke Opposition gegen das Projekt. Im Rahmen der Kleeblatt-Initiativen sollte der Bau der A16 der gesamten Schweizer Bevölkerung zur Abstimmung vorgelegt werden. Aufgrund der hohen Akzeptanz des Projekts in den betroffenen Regionen wurde das Begehren jedoch vor der Abstimmung über die anderen umstrittenen Nationalstrassenteilstücke (im April 1990) zurückgezogen.

## Paläontologie
Während der Bauarbeiten an der A16 wurden in der Nähe von Courtedoux auf einer Steinplatte rund 500 Fussabdrücke von Dinosauriern gefunden, die vor ungefähr 150 Millionen Jahren in diesem Gebiet gelebt hatten.